# اعتراضات ۲۰۲۵ ترکیه
اعتراضات ۲۰۲۵ ترکیه به مجموعه‌ای از تظاهرات عمومی اشاره دارد که در ۱۹ مارس ۲۰۲۵ پس از دستگیری و بازداشت شهردار استانبول اکرم امام‌اوغلو توسط مقامات ترکیه آغاز شد. این گردهمایی‌ها مخالفت عمومی قابل توجهی را با آنچه شرکت کنندگان به عنوان اقدامات قانونی با انگیزه سیاسی علیه رقیب سیاسی اصلی رجب طیب اردوغان، رئیس‌جمهور ترکیه توصیف کردند، نشان داد.

## پیش‌زمینه
اکرم امام‌اوغلو، سیاستمدار ۵۴ ساله از حزب جمهوریخواه خلق (CHP)، از سال ۲۰۱۹ به عنوان شهردار استانبول خدمت کرده بود. این پیروزی‌ها به‌طور گسترده به عنوان چالش‌های مهم برای تسلط سیاسی اردوغان تعبیر شد.
امام‌اوغلو در ماه‌های قبل از بازداشت، انتقادات خود را از دولت اردوغان تشدید کرده بود که منجر به اقدامات قانونی متعدد علیه وی شد. در ۱۹ مارس ۲۰۲۵، مقامات ترکیه امام‌اوغلو را به اتهاماتی از جمله فساد و کمک به حزب کارگران کردستان (پ‌ک‌ک)، سازمانی که توسط ترکیه و متحدان غربی آن به عنوان تروریست شناخته شده است، بازداشت کردند. حدود ۱۰۰ نفر از جمله روزنامه نگاران و چهره‌های تجاری نیز به فعالیت‌های مجرمانه مرتبط با قراردادهای شهرداری متهم شدند. اتهامات شامل رهبری یک سازمان جنایی، دریافت رشوه، و دستکاری در فرآیندهای مناقصه بود. دانشگاه استانبول مدرک دانشگاهی امام‌اوغلو را لغو کرد که در صورت تأیید صلاحیت وی را از شرکت در انتخابات ریاست جمهوری آینده محروم می‌کند.

## اعتراضات

### ۱۹ مارس
اوزگور اوزل، رهبر حزب جمهوریخواه خلق، این بازداشت را «کودتا علیه رئیس‌جمهور بعدی» توصیف کرد و از گروه‌های مخالف خواست تا در واکنش به آن متحد شوند. چند ساعت پس از بازداشت شهردار، بیش از یکصد تظاهرکننده در نزدیکی مقر پلیس مرکزی استانبول، جایی که امام‌اوغلو پس از دستگیری او منتقل شده بود، تجمع کردند. معترضان ضمن سردادن شعارهای ضد دولتی و ضد اردوغان از شهردار بازداشت شده حمایت صریح کردند. تظاهرکنندگان این بازداشت را حمله به فرایندها و نهادهای دموکراتیک ترکیه توصیف کردند و برخی آن را «کودتا علیه امام‌اوغلو» توصیف کردند و تأکید کردند که امام‌اوغلو از طریق فرآیندهای دموکراتیک مشروع «اردوغان را چهار بار در صندوق رای کتک زده است». برخی دیگر از معترضان ابراز عقیده کردند که بازداشت در نهایت حمایت عمومی از امام‌اوغلو را تقویت می‌کند و بسیاری پیش‌بینی می‌کنند که این دستگیری صورت گیرد و قول داده‌اند تا زمان لغو تصمیم به تظاهرات ادامه دهند. کارگران شهرداری از جمله کسانی بودند که در تظاهرات شرکت کردند. ده‌ها هزار معترض در اطراف دفاتر شهرداری استانبول تجمع کردند و اوزل با ارائه بیانیه‌هایی به جمعیت از آنها خواست به حمایت از امام‌اوغلو ادامه دهند و از او به عنوان «رئیس‌جمهور آینده ترکیه» یاد کرد. دیلک امام‌اوغلو، همسر اکرم امام‌اوغلو، از حامیان اپوزیسیون خواست که «صدای خود را بلند کنند» و گفت: «روزی که دولت مخالفان خود را تصمیم بگیرد، روز مرگ دموکراسی است.»
دفتر استانداری استانبول با ممنوعیت هرگونه تجمع عمومی در سراسر شهر و استقرار نیروهای امنیتی برای ایجاد موانع در اطراف مرکز پلیس واکنش نشان داد. واحدهای پلیس ضد شورش و خودروهای آب پاش برای مسدود کردن جاده‌های دسترسی منتهی به مقر مستقر شدند. با وجود این، هزاران معترض در مقابل شهرداری استانبول تظاهرات کردند و بسیاری از آنها شعارهایی مانند "امام‌اوغلو، تو تنها نیستی!" و "اردوغان دیکتاتور!". چندین درگیری بین پلیس و معترضان توسط شاهدان ثبت شد، از جمله نمونه ای از استفاده پلیس از افشانه فلفل بر روی جمعیتی که در خارج از دانشگاه استانبول تظاهرات کردند. پلیس ضد شورش چندین جاده را که به اداره امنیتی وطن منتهی می‌شد، مسدود کرد و امام‌اوغلو را در آنجا بازداشت کرد. بنرهای بزرگی با تصاویر اکرم امام‌اوغلو و نقل قول مصطفی کمال آتاترک: «حاکمیت بدون قید و شرط متعلق به ملت است» در مقابل ساختمان شهرداری کلانشهر استانبول باز شد.
صدها معترض در آنکارا در اطراف مقر حزب جمهوریخواه خلق تجمع کردند تا همراه با قانونگذاران حزب جمهوریخواه خلق تظاهرات کنند. چند تن از نمایندگان حزب جمهوریخواه خلق تلاش کردند تا جلوی روند قانونی در مجلس ملی کبیر ترکیه را بگیرند، قبل از اینکه در اعتراض به راهپیمایی خارج شوند. دانشجویان دانشگاه فنی خاورمیانه (METU) با راهپیمایی در محوطه دانشگاه خواستار استعفای دولت شدند. پس از راهپیمایی، بسیاری از معترضان تلاش کردند به سمت کیزیلای حرکت کنند، اما توسط چندین مانع و واحدهای پلیس مستقر در جاده اسکی شهیر متوقف شدند و آنها به دانش آموزان فلفل پاشیدند. منصور یاواش شهردار آنکارا اعلام کرد که برای حمایت از امام‌اوغلو و ده‌ها هزار معترض حاضر به استانبول سفر خواهد کرد.
تظاهرات قابل توجهی در آدانا، ترابزون و ازمیر گزارش شده است.

### ۲۰ مارس
در ۲۰ مارس، تظاهرات گسترده‌ای در چندین شهر بزرگ ترکیه آغاز شد. تظاهرات قابل توجهی در ماماک (آنکارا)، آنکارا، بولو، شیشلی (استانبول)، ازمیر، صامسون، ماناوگات (آنتالیا)، آیوالیک (بالیکسیر)، اسکی‌شهر، مرسین، موغله، بورسا، دیدیم (آیدین)، آدانا، دنیزلی، طرابزون (زادگاه امام‌اوغلو)، آنتالیا، چوروم، قونیه، سقاریه، آماسیه، گره‌سون، ریزه (زادگاه اردوغان)، قرق‌قلعه و قره‌بوک.
دانشجویان و استادان از ۱۳ دانشگاه ترکیه تظاهرات یا راهپیمایی‌های اعتراضی انجام دادند، از جمله دانشگاه استانبول، دانشگاه فنی استانبول، دانشگاه فنی ییلدیز، دانشگاه گالاتاسرای، دانشگاه باغچه‌شهر، دانشگاه هنرهای زیبای معمار سنان، دانشگاه دوکوز ایلول، دانشگاه اژه، دانشگاه بیل‌کند، دانشگاه کوجالی، دانشگاه آنادولو، دانشگاه دموکراسی و دانشگاه بغازیچی. پلیس علیه تظاهرات دانشگاه مرسین، دانشگاه گالاتاسرای، دانشگاه دوکوز ایلول، دانشگاه آنکارا و دانشگاه کوجالی با تاکتیک‌هایی از جمله استفاده از اسپری فلفل، موانع و زور فیزیکی مداخله کرد. بینی یک دانشجوی زن معترض در دانشگاه کوجایلی پس از لگد زدن توسط یک افسر پلیس شکسته شد، در حالی که شش نفر دیگر بازداشت شدند.
محوطه تاندوغان دانشگاه آنکارا با موانع پلیس محاصره شده بود و ورود چند دانشجو ممنوع بود و بقیه برای ورود به محوطه نیاز به شناسنامه داشتند. مقاومت دانشجویان در داخل محوطه دانشگاه باعث شد تا چندین دانشجوی ممنوعه بتوانند وارد محوطه شوند و منجر به تظاهرات دانشجویی در محوطه دانشگاه علیه دولت ترکیه شد. در پی این راهپیمایی اعتراضی، دانشجویان از خروج از محوطه دانشگاه منع شدند و تلاش برای پایین آوردن موانع با پاشیدن فلفل و ضرب و شتم فیزیکی پلیس مواجه شد.
دانشجویان دانشگاه فنی خاورمیانه با سردادن شعارهای ضد دولتی از خوابگاه ۵ راهپیمایی اعتراضی را آغاز کردند. دانشجویان دانشگاه بیل‌کند و دانشگاه حاجت‌تپه با برداشتن موانع پلیس در دروازه A۱ دانشگاه فنی خاورمیانه به راهپیمایی پیوستند. با وجود استفاده پلیس از گلوله‌های پلاستیکی، اسپری فلفل و گاز اشک‌آور برای دانشجویان، راهپیمایی اعتراضی ادامه یافت.
تظاهرات گسترده‌ای در مقابل سفارت ترکیه در لندن برگزار شد و اعضای حزب کارگران ترکیه و مرکز همبستگی جامعه کرد ترکیه بنرهایی را در اعتراض به اقدامات محدودکننده دولت ترکیه باز کردند. یک راهپیمایی اعتراضی از میدان ترافالگار تا میدان پارلمان برای ۲۲ مارس توسط سازمان دهندگان حزب جمهوریخواه خلق بریتانیا برنامه‌ریزی شده بود.
در آلمان، تظاهرات گسترده‌ای که توسط مهاجران ترکیه‌ای در برلین و اشتوتگارت انجام شد، گزارش شد که از کشورهای اروپایی خواسته شد تا اقدامات بیشتری را علیه سرکوب‌های دولت ترکیه انجام دهند.
وزیر کشور ترکیه علی یرلیکایا گزارش داد که بیش از ۱۸٫۶ میلیون پست در رسانه‌های اجتماعی در مورد دستگیری چهره‌های مخالف تا ساعت ۶ صبح به وقت محلی در ۲۰ مارس در فضای مجازی ظاهر شد.

### ۲۱ مارس
اعتراضات در بسیاری از شهرهای ترکیه از جمله استانبول، ازمیر و آنکارا شدت گرفت، در حالی که به شهرهای دیگر مانند قونیه، نیغده، طرابزون و آدانا گسترش یافت.

### ۲۲ مارس
در ۲۲ مارس ۲۰۲۵، اعتراضات در سراسر ترکیه پس از دستگیری اکرم امام‌اوغلو، شهردار استانبول ادامه یافت. ادامه بازداشت وی بیشتر به بسیج ضد دولتی دامن زد، که قبلاً در شهرهای بزرگ ادامه داشت و بسیاری آن را اقدامی با انگیزه سیاسی از سوی دولت می‌دانستند. این اعتراضات توسط احزاب اپوزیسیون، اتحادیه‌های کارگری، گروه‌های حقوق مدنی و شهروندان عادی هدایت شد و همه نارضایتی خود را از اقداماتی که به نظر آنها اقتدارگرایانه تر از سوی دولت رجب طیب اردوغان می‌دانستند، ابراز داشتند. این اعتراضات در روزهای گذشته شکل گرفته بود، اما ۲۲ مارس به اوج خود رسید و تظاهرکنندگان خواستار آزادی فوری امام‌اوغلو و پایان دادن به اقدامات دولت شدند که آنها غیردموکراتیک می‌دانستند.

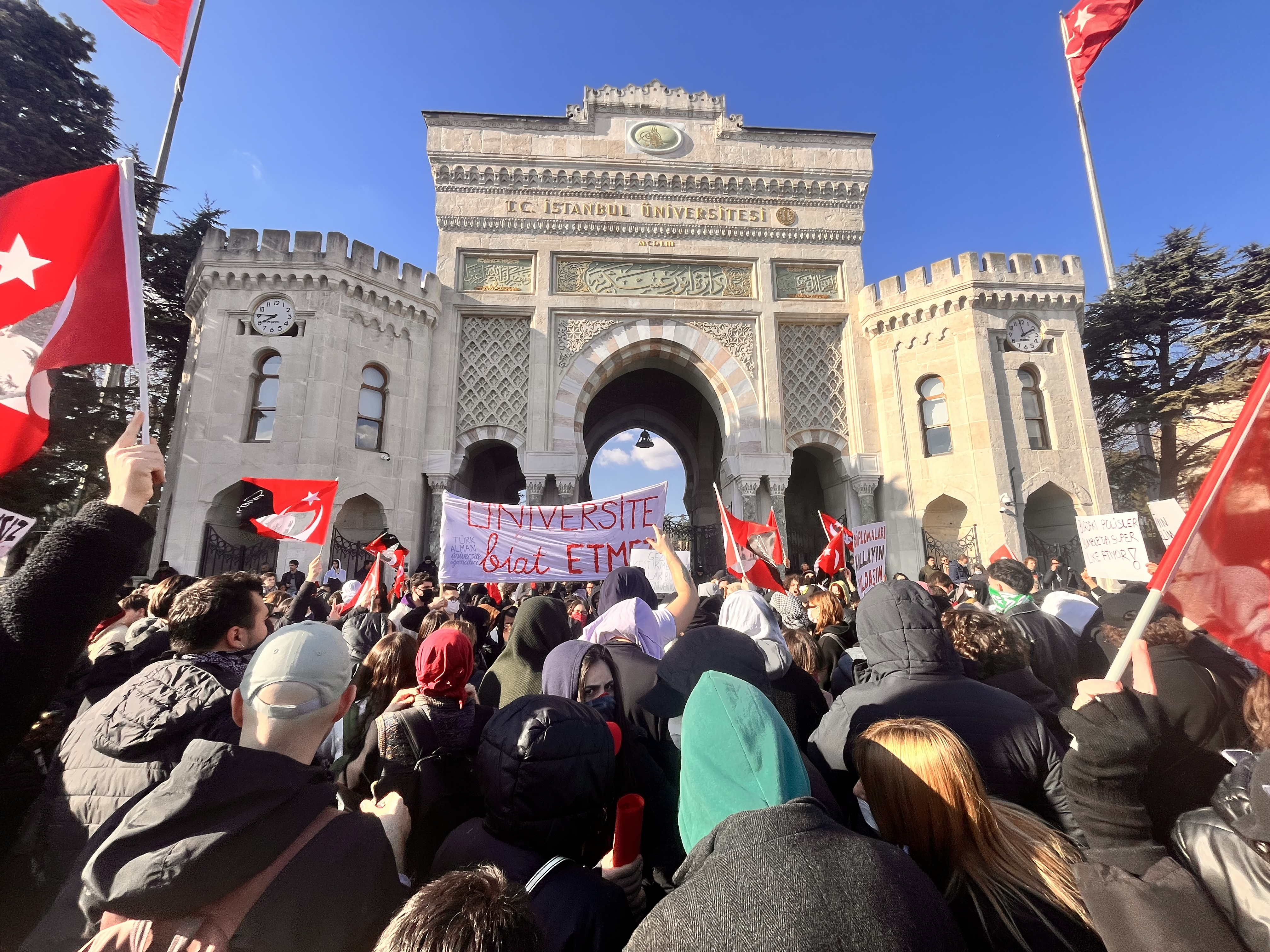
تظاهرات دانشجویان در مقابل میدان بایزید استانبول.

در استانبول، نقطه کانونی اعتراضات، تجمعاتی در چندین منطقه از جمله تقسیم، بشیکتاش، قاضی‌کوی و شیشلی برگزار شد. تظاهرات به ویژه در میدان تقسیم، یک مکان تاریخی در شهر، که در آن تظاهرکنندگان بنرهایی حمل می‌کردند و شعارهایی مانند «Susma, sustukça, sira sana gelecek» سر می‌دادند، شدید بود. ("ساکت نمانید، هر چه بیشتر سکوت کنید، نوبت شما خواهد بود!"). معترضان همچنین شعار "Hükümet istifa!" («دولت، استعفا!») و «حک، حکوک، عدالت!» («حق، قانون، عدالت!»)، در حالی که دیگران از بالکن خود به دیگ‌ها و ماهیتابه‌ها می‌کوبیدند و نوعی اعتراض را زنده می‌کردند که یادآور اعتراضات پارک گزی در سال ۲۰۱۳ بود. با افزایش جمعیت، پلیس ضد شورش، با خودروهای زرهی و کامیون‌های توپ آب TOMA، در نقاط کلیدی شهر مواضع دفاعی گرفت.
با وجود ماهیت عمدتاً مسالمت آمیز تظاهرات، تنش‌ها به سرعت تشدید شد، زمانی که نیروهای امنیتی به دلیل نگرانی از تجمعات غیرقانونی و بی نظمی عمومی تلاش کردند جمعیت را متفرق کنند. واکنش پلیس سریع و قاطع بود و از گاز اشک‌آور، گلوله‌های لاستیکی و ماشین‌های آب پاش علیه معترضانی که حاضر به خروج نشدند، استفاده کرد. درگیری‌های خشونت‌آمیزی در میدان تقسیم رخ داد، جایی که هزاران نفر در مخالفت با هشدارهای دولت تجمع کرده بودند. معترضان با استفاده از سطل‌های زباله، نرده‌های فلزی، و موتورسیکلت‌های واژگون، سنگرهای موقتی ساختند تا از خود در برابر واحدهای پلیس در حال پیشروی محافظت کنند. بسیاری با پرتاب بطری‌های پلاستیکی، سردادن شعارهایی علیه دولت و تکان دادن پرچم‌های احزاب مخالف، به‌ویژه پرچم‌های حزب جمهوریخواه خلق (CHP) پاسخ دادند.
در جاهای دیگر کشور، تظاهراتی در پایتخت آنکارا برگزار شد، جایی که جمعیت و نمایندگان حزب جمهوریخواه خلق تلاش کردند برای مطالبه عدالت به سمت مجلس ملی کبیر ترکیه راهپیمایی کنند. پلیس ضد شورش جاده‌های اصلی را مسدود کرد و مانع از رسیدن تظاهرکنندگان به ساختمان پارلمان شد که با واحدهای ضد شورش به شدت مستحکم شده بود. در ازمیر، سومین شهر بزرگ ترکیه، هزاران نفر برای شروع راهپیمایی به سمت آل‌سنجق، بدون توجه به ممنوعیت تظاهرات پنج روزه تعیین شده توسط فرماندار ازمیر، به اهتزاز درآوردن پرچم‌های ترکیه و سردادن شعارهای طرفدار دموکراسی، به میدان لوزان سرازیر شدند.
با تشدید اعتراضات، وزارت کشور ترکیه اعلام کرد که در جریان درگیری‌های شبانه دست کم ۳۴۳ نفر بازداشت شده‌اند. این وزارتخانه مدعی شد که نیروهای امنیتی مطابق با قوانین نظم عمومی عمل کردند و استدلال کرد که برخی از تظاهرکنندگان «رفتار تحریک آمیز و خشونت‌آمیز» داشتند که مداخله پلیس را ضروری می‌کرد. با این حال، رهبران مخالف و سازمان‌های حقوق بشر، دولت را به زور بیش از حد متهم کردند و خاطرنشان کردند که بسیاری از دستگیرشدگان معترضان مسالمت آمیزی بودند که از حق قانونی خود برای تجمع آزاد استفاده می‌کردند. چهل و یک معترض، از جمله یک وکیل، در میدان گوون پارک آنکارا و در یک عملیات «ضد ترور» بازداشت شدند، در حالی که حکم دستگیری سی و یک نفر دیگر صادر شد. از بیست و دو دانشجوی معترض بازداشت شده، هفت دانشجوی دختر توسط پلیس به زور مورد بازرسی قرار گرفتند.
استانداری استانبول با اعلام اینکه ورود و خروج از استانبول ممنوع شده است، گفت: «افراد، گروه‌ها و وسایل نقلیه از مناطق استان ما یا استان‌های همجوار که احتمال دارد با استفاده از مسیر استان ما به صورت فردی یا جمعی به اقدامات غیرقانونی بپیوندند، اجازه ورود یا خروج از استان ما را نخواهند داشت».

### ۲۳ مارس
ابوبکیر شاهین، رئیس شورای عالی رادیو و تلویزیون، به برخی از کانال‌های تلویزیونی در توییتر/X هشدار داد که اگر به فعالیت‌هایی مانند پخش برخلاف قانون و فراخواندن مردم به خیابان‌ها ادامه دهند، ممکن است مجازات‌هایی برای تعلیق پخش و لغو مجوز اعمال شود. این باعث شد که برخی از کانال‌ها مانند SZC TV و Halk TV پخش زنده تجمعات و اعتراضات خود را در ساختمان شهرداری متروپولیتن (که بیشتر به عنوان Saraçhane نامیده می‌شود) قطع کنند. در نتیجه، چندین میلیون نفر به پخش زنده اعتراضات از حساب‌های رسانه‌های اجتماعی امام‌اوغلو و حزب جمهوریخواه خلق پرداختند. این پخش منجر به رکورد تعداد بینندگان همزمان پخش زنده با ۴٫۳ میلیون نفر شد.

## واکنش‌ها
امام‌اوغلو علی‌رغم بازداشت، موفق شد در شبکه‌های اجتماعی بیانیه‌ای منتشر کند که در آن به عنوان یک چهره مهم اپوزیسیون علیه دولت فعلی ترکیه «تسلیم نمی‌شود» و «به ایستادگی در برابر فشارها ادامه خواهد داد».
برخی از سیاستمداران حزب برابری و دمکراسی خلق‌ها (DEM) و رای‌دهندگان کرد نگران هستند که این دستگیری می‌تواند شانس تلاش برای پایان دادن به درگیری ترکیه و کردها را کاهش دهد. ابرو گونای معاون رهبر این حزب گفت: «آنچه در استانبول اتفاق افتاد یک بار دیگر نشان داد که این کشور به یک دموکراسی واقعی نیاز دارد».

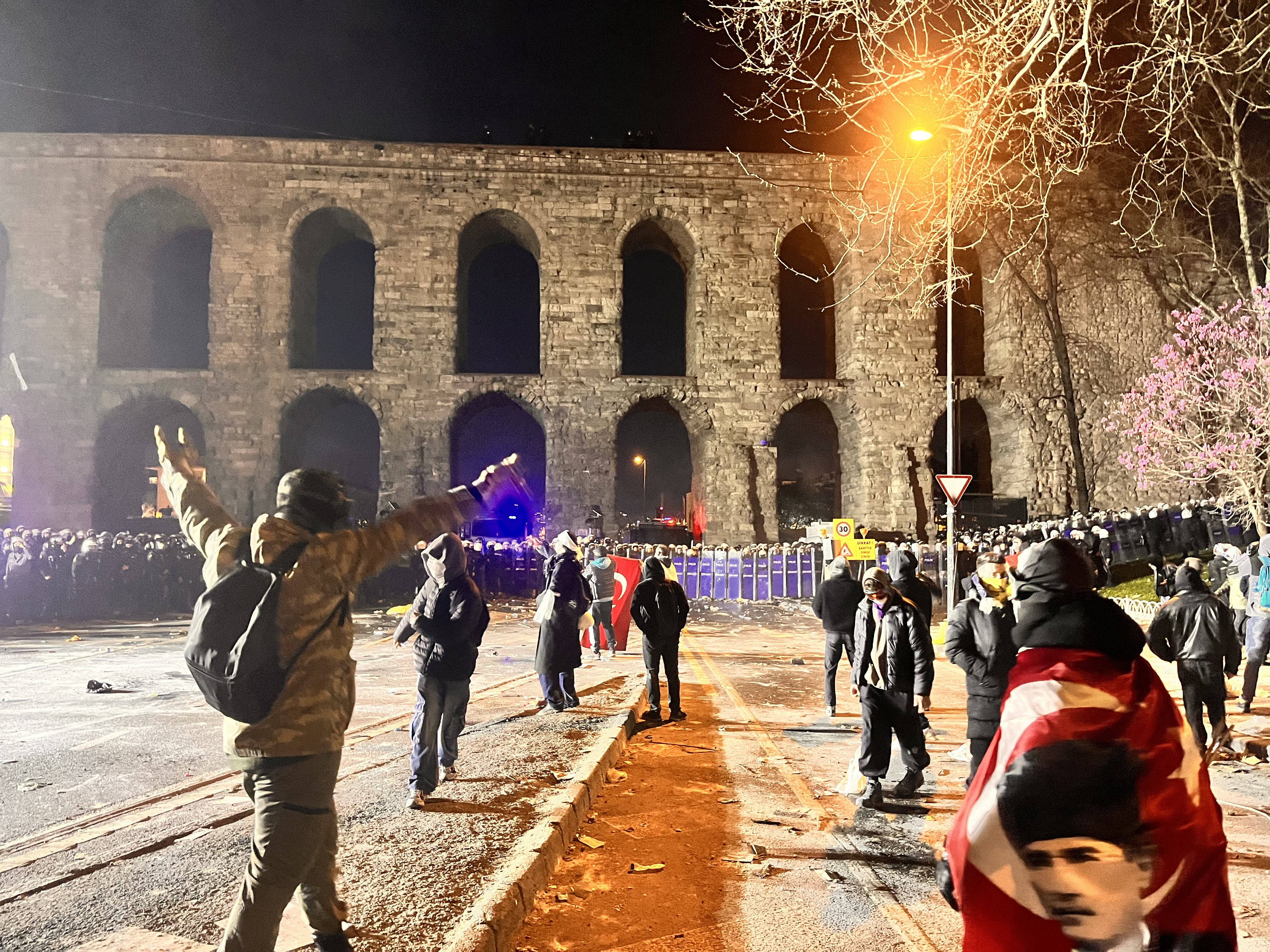
معترضان و پلیس ضد شورش در استانبول نزدیکی آب‌راهه والنس روبروی یکدیگر قرار گرفتند.

### ترکیه

#### دولت ترکیه
پس از بازداشت امام‌اوغلو و در جریان اعتراضات بعدی، فرمانداری استانبول تمامی تجمعات و تظاهرات عمومی در سراسر شهر را برای یک دوره چهار روزه ممنوع کرد. این دفتر همچنین جاده‌های اصلی و شبکه‌های راه‌آهن واقع در مرکز استانبول را بست. طبق گزارش‌های سازمان‌های نظارت بر اینترنت، دسترسی به پلتفرم‌های رسانه‌های اجتماعی مختلف از جمله X، یوتیوب، اینستاگرام و  تیک‌تاک محدود شد.
دولت ترکیه اتهامات معترضان و احزاب مخالف را رد کرد و مدعی شد که قوه قضاییه مستقل از نفوذ سیاسی عمل می‌کند. نمایندگان دفتر اردوغان هنگامی که به‌طور خاص در مورد ادعاهایی مبنی بر اینکه بازداشت با انگیزه‌های سیاسی مورد سؤال قرار گرفتند، اظهار نظر فوری ارائه نکردند. چند روز بعد، اردوغان به نفع استقلال قوه قضائیه صحبت کرد و گفت که این اعتراضات «برهم زدن نظم عمومی» است.
خطوط مترو و اتوبوس در ایستگاه دانشگاه فنی خاورمیانه آنکارا در جریان اعتراضات دانشجویی بسته شد.

#### سرکوب رسانه‌های اجتماعی
وزیر کشور ترکیه، علی یرلیکایا، صبح روز ۲۰ مارس اعلام کرد که مجریان قانون ۲۶۱ «مدیر حساب مظنون» را شناسایی کرده‌اند که ظاهراً محتوای «تشویق عمومی به نفرت و خصومت» و «تحریک به ارتکاب جرم» را به اشتراک گذاشته‌اند. مقامات سی و هفت نفر را در ارتباط با این اتهامات بازداشت کردند و تلاش‌ها برای دستگیری مظنونان دیگر ادامه داشت.
مقامات ترکیه درخواست کردند که ۷۰۰ حساب در شبکه اجتماعی X مسدود شود، اما این شبکه نپذیرفت.

### بین‌المللی

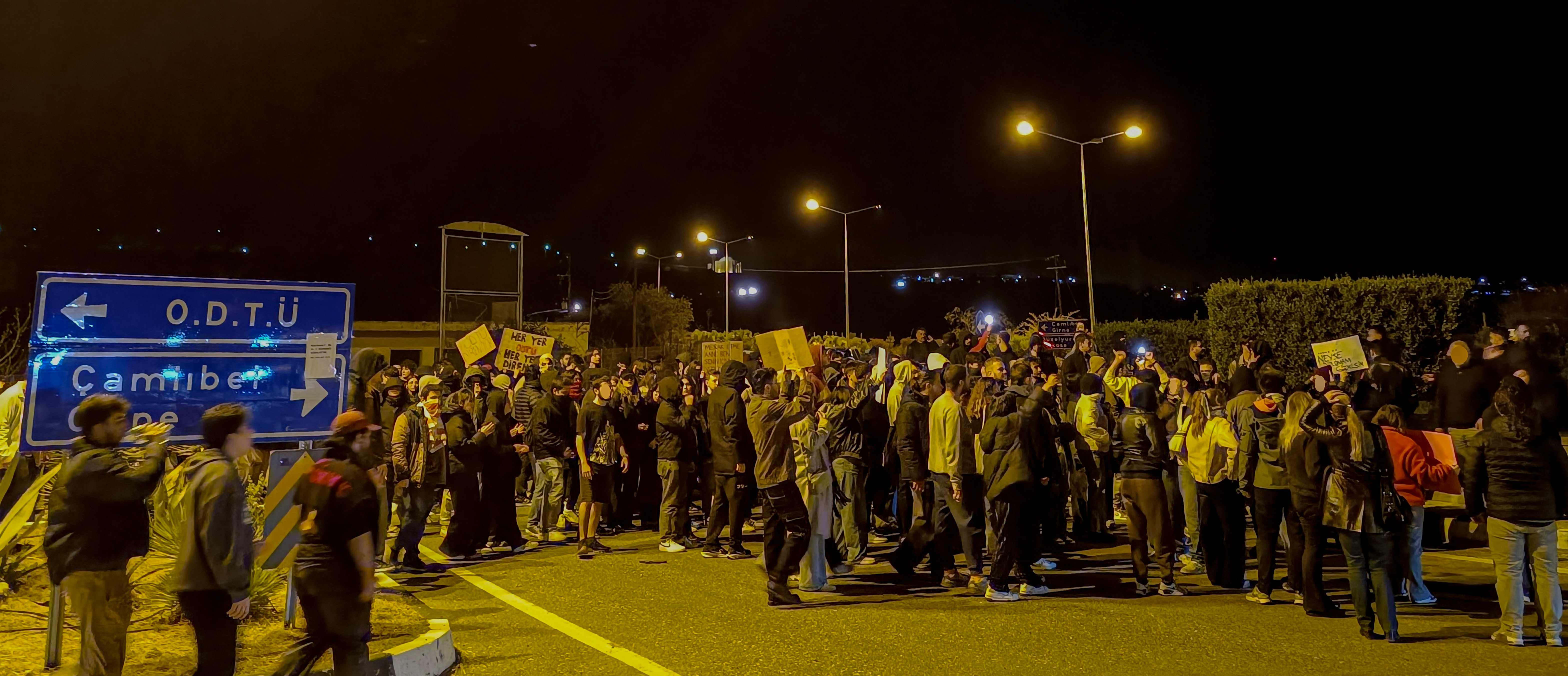
تظاهرات ضد دولت ترکیه در قبرس شمالی در ۲۱ مارس ۲۰۲۵

بازداشت امام‌اوغلو و اعتراضات متعاقب آن توجه بین‌المللی را به خود جلب کرد و دولت‌ها و سازمان‌های حقوق بشری مختلف نسبت به عقب‌نشینی دموکراتیک در ترکیه ابراز نگرانی کردند. دینوشیکا دیسانایاکه، معاون مدیر منطقه‌ای عفو بین‌الملل در اروپا، اقدامات دولت ترکیه را «شکنانه» و تشدید «سرکوب مخالفان صلح‌آمیز» برای محدود کردن آزادی تجمع و بیان توصیف کرد.
رئیس کمیسیون اروپا، اورزولا فون در لاین، گفت که ترکیه باید ارزش‌های دموکراتیک خود را حفظ کند تا از دست دادن بالقوه وضعیت کشور نامزد اتحادیه اروپا جلوگیری کند، و اظهار داشت که اتحادیه اروپا مایل است نزدیک به ترکیه بماند. بیانیه مشترکی که توسط کایا کالاس، نماینده عالی اتحادیه اروپا در امور خارجی و سیاست امنیتی و مارتا کوس، کمیسر همسایگی و گسترش اتحادیه اروپا منتشر شد، خاطرنشان کرد که اتحادیه اروپا به دلیل وضعیت نامزدی و عضویت در شورای اروپا، ترکیه را از استانداردهای بالاتری در اجرای ارزش‌های دموکراتیک برخوردار می‌کند.

## دستگیری‌ها
بیش از ۱۴۰۰ نفر از آغاز اعتراضات، از جمله چندین روزنامه‌نگار دستگیر شده‌اند.

## تأثیر بر اقتصاد
پس از دستگیری اکرم امام‌اوغلو، لیر ترکیه ۱۲٫۷ درصد کاهش یافت و به پایین‌ترین سطح خود یعنی ۴۲ لیر در هر دلار آمریکا رسید. در همین حال، شاخص BIST 100 بورس استانبول با ۸٫۷۲ درصد کاهش از ۱۰۸۰۲ به ۹۸۶۰ واحد سقوط کرد. در پاسخ، بانک مرکزی ترکیه ۲۵ میلیارد دلار ارز خارجی را در تلاش برای تثبیت پول ملی فروخت. این مداخله گسترده همچنین منجر به افزایش نرخ‌های بهره و تجدیدنظر رو به بالا در پیش‌بینی‌های تورم شد که تا پایان سال ۲۹٫۷۵ درصد برآورد شد. این رویدادها اعتماد سرمایه‌گذاران خارجی را متزلزل کرده است و تلاش‌های مهمت شیمشک وزیر اقتصاد برای بازگرداندن ثبات اقتصادی کشور را تضعیف کرده است.